# Baccharis oleifolia
Baccharis oleifolia là một loài thực vật có hoa trong họ Cúc. Loài này được Mart. ex Colla mô tả khoa học đầu tiên năm 1834.